# Борианаз, Дэвид
Дэ́вид Па́трик Бориа́наз (англ. David Patrick Boreanaz, произн. bɔːriˈænəz, род. 16 мая 1969, Буффало, Нью-Йорк, США) — американский актёр, наиболее известный по роли вампира казаха Ангела в сериалах «Баффи — истребительница вампиров» и «Ангел», а также ролью специального агента ФБР Сили Бута в сериале «Кости».

## Ранние годы
Дэвид Борианаз родился 16 мая 1969 в Буффало, Нью-Йорк и вырос в Филадельфии, Пенсильвания. Его отец, Дэйв Робертс (наст. имя Дэвид Томас Борианаз) был метеорологом на канале WPVI-TV принадлежащем ABC, а мать, Пэтти Борианаз — турагент. Имеет итальянские корни со стороны отца и словацкие со стороны матери, католик. Имеет двух сестёр — Бет (учительница истории и математики в школе Шипли) и Бев Борианаз.
Посещал Rosemont School of the Holy Child в детстве, затем Малвернскую подготовительную школу в городе Малверн, Пенсильвания, а после отправился в частный Итакский колледж в город Итака, Нью-Йорк. После его окончания Борианаз переехал в Голливуд, Калифорния, чтобы продолжить актерскую карьеру.

## Карьера
Первой актёрской работой Дэвида можно считать небольшое появление в американском ситкоме «Женаты… с детьми» в роли байкера-бойфренда Келли. По совету первой жены Ингрид Куинн прошёл кастинг в сериал «Баффи — истребительница вампиров». В этом культовом сериале он играл мистического Ангела, вампира, которому вернули душу. Шоу было весьма успешным и Борианаз снялся в спин-оффе — сериале «Ангел», где его персонажу дали возможность развиться и сконцентрироваться на его борьбе за искупление совершённых ранее грехов, за что ему была возвращена душа. Он снимался в «Баффи» с 1997 по 1999, а потом начал сниматься в «Ангеле» до 2004, иногда появляясь в качестве гостя в «Баффи».
Свою первую главную роль он получил в фильме ужасов 2001 года «День святого Валентина», снимаясь рядом с Дэниз Ричардс и Кэтрин Хайгл. В 2002 сыграл небольшую роль в телефильме «Любовь по случаю». А в 2003 засветился в клипе певицы Dido на её хит «White Flag», а также озвучил Леона в видео-игре «Kingdom Hearts», но не принимал участия в её продолжении.
В 2005 начал сниматься в одной из главных ролей сериала «Кости» вместе с Эмили Дешанель. Также снялся с Тарой Рейд в вышедшем на DVD сиквеле «Ворон 4: Молитва грешника», и появился в фильме «Кровавая расплата», а в 2006 снялся в также вышедшем на DVD фильме «Нехитрое дельце» совместно с Ником Лаше.
Также является продюсером некоторых эпизодов в сериалах «Кости» (с третьего сезона является исполнительным продюсером сериала вместе с Эмили Дешанель) и «Ангел». Несколько эпизодов сериала «Кости» поставил в качестве режиссёра.

## Личная жизнь
Живёт в Хидден-Хилсе. Был женат на Ингрид Куинн с 7 июля 1997 по октябрь 1999. С 24 ноября 2001 года женат на подруге детства, актрисе Джейми Бергман. У них двое детей: сын Джейден Рэйн (род. 1 мая 2002) и дочь Белла Вита Бардо (род. 31 августа 2009).
Является фанатом футбольной команды «Цинциннати Бенгалс» и хоккейной «Филадельфия Флайерз», а также ведет профессиональный спортивный блог и устраивает выступления на радио в поддержку хоккейной команды.
Близкий друг Эмили Дешанель и Кристиана Кейна, с которыми работал в сериалах «Кости» и «Ангел».
3 мая 2010 года признался в измене своей жене, а также заявил, что они с женой работают над сохранением брака.

## Фильмография
| Год       |    | Русское название                  | Оригинальное название            | Роль                                 |
| --------- | -- | --------------------------------- | -------------------------------- | ------------------------------------ |
| 1993      | ф  | Аспен Экстрим                     | Aspen Extreme                    | в титрах не указан                   |
| 1993      | ф  | Лучшие из лучших 2                | Best of the Best 2               | в титрах не указан                   |
| 1993      | с  | Женаты… с детьми                  | Married... with Children         | Фрэнк                                |
| 1996      | ф  | Macabre Pair of Shorts (англ.)    | Macabre Pair of Shorts           | жертва вампира                       |
| 2001      | ф  | День святого Валентина            | Valentine                        | Адам Карр                            |
| 2002      | мс | Бэби Блюз                         | Baby Blues                       | Джонни                               |
| 2002      | ки | Kingdom Hearts                    | Kingdom Hearts                   | Леон                                 |
| 2002      | ки | Buffy the Vampire Slayer          | Buffy the Vampire Slayer         | Ангел                                |
| 2002      | ф  | Любовь по случаю                  | I’m With Lucy                    | Люк                                  |
| 1997—2003 | с  | Баффи — истребительница вампиров  | Buffy the Vampire Slayer         | Ангел                                |
| 1999—2004 | с  | Ангел                             | Angel                            | Ангел                                |
| 2005      | ф  | Нехитрое дельце                   | The Hard Easy                    | Роджер Харджитай                     |
| 2005      | ф  | Ворон 4: Молитва грешника         | The Crow: Wicked Prayer          | Люк Крэш / Смерть / Сатана           |
| 2005      | ф  | Девчонки                          | These Girls                      | Кит Кларк                            |
| 2006      | ф  | Мистер Все Исправим               | Mr. Fix It                       | Лэнс Вэлэнтин                        |
| 2007      | ф  | Кровавая расплата                 | Suffering Man’s Charity          | Себастиан Сент-Джермейн              |
| 2008      | мф | Лига Справедливости: Новый барьер | Justice League: The New Frontier | Хэл Джордан / Зелёный фонарь         |
| 2010      | ф  | The Mighty Macs                   | The Mighty Macs                  | Эд Раш                               |
| 2005—2017 | с  | Кости                             | Bones                            | специальный агент ФБР Сили Бут       |
| 2012      | ф  | Офицер ранен                      | Officer Down                     | детектив Лес Сканлон                 |
| 2017—2024 | с  | Спецназ                           | SEAL Team                        | мастер чиф-петти-офицер Джейсон Хейс |

## Награды и номинации
К настоящему времени имеет 5 наград и ещё 17 номинаций, оставшихся без победы, в области кино. Ниже перечислены основные награды и номинации.

### Награды
- Премия «Сатурн»
  - 2000 — Лучший жанровый телеактер за «Ангел»
  - 2003 — Лучший телеактер сериала «Ангел»
  - 2004 — Лучший телеактер сериала «Ангел»

### Номинации
- Премия «Сатурн»
  - 2001 — Лучший телеактер за «Ангел»
  - 2002 — Лучший телеактер сериала «Ангел»